# Campanologie

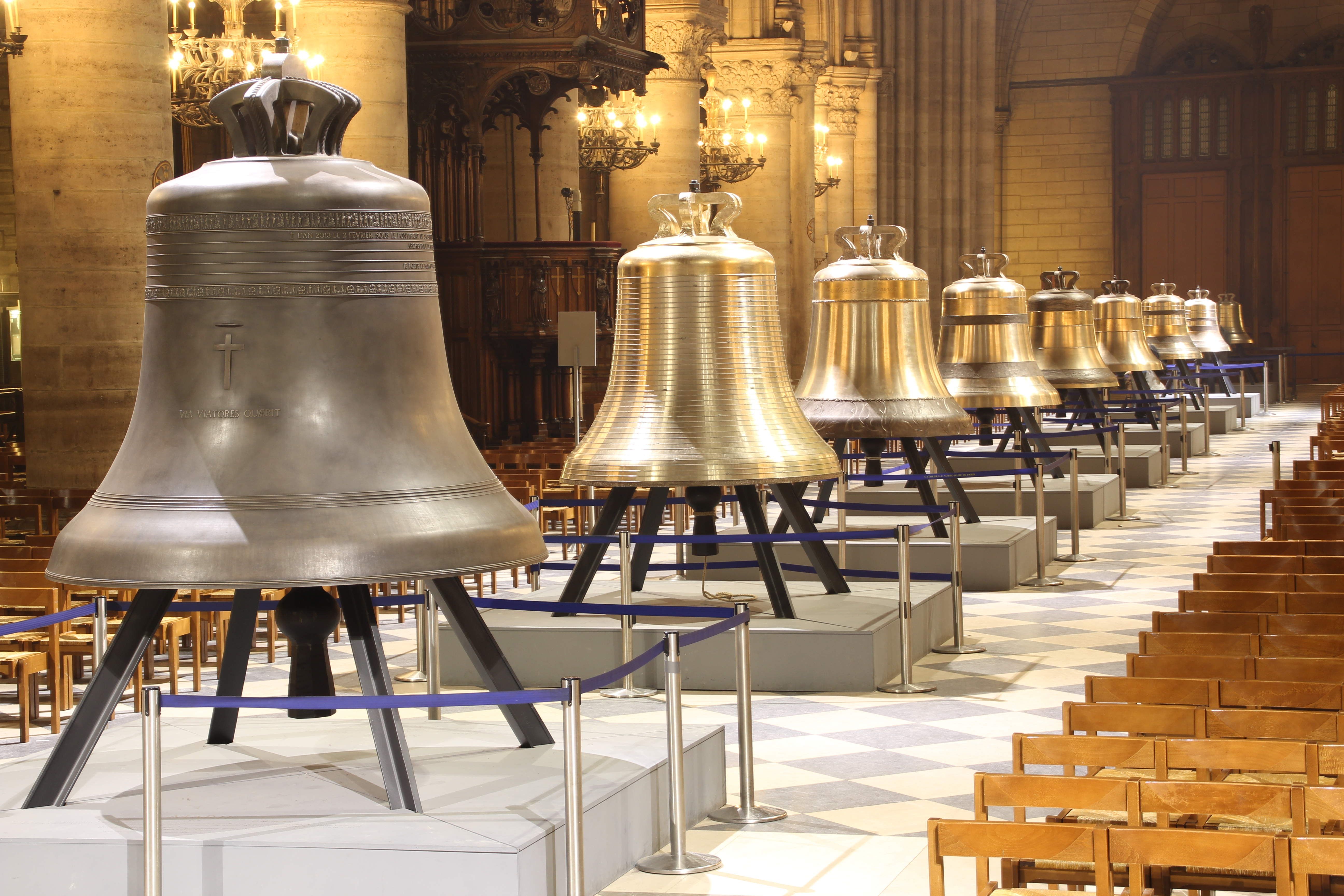
Présentation des nouvelles cloches de Notre-Dame de Paris en 2013

La campanologie (du latin campana signifiant cloche) est l'étude des cloches, clochettes et carillons, ainsi que l'étude du répertoire musical, des usages et traditions qui y sont aussi associés.
La campanographie est la discipline qui traite de la description des cloches.

## Couverture du champ d’étude
La campanologie couvre tous les aspects relatifs aux petites et grosses cloches, qu’il s’agisse de cloches de clocher, de cloches d’horloge, de carillon, de cloches à manche, de sonnailles et de clarines pour les animaux, de sonnettes d’autel, de roues à carillons, de grelots… et tout ce qui a trait à leur usage ou aux pratiques de sonnerie, à leur équipement et au mode d’installation, à leur histoire, aux techniques de fabrication, aux aspects ethnographiques et symboliques.
La campanologie fait appel à de nombreuses disciplines : musicologie, architecture, histoire, sciences des métaux, acoustique, épigraphie, héraldique, ethnologie, sociologie, mathématiques, etc.

## Les domaines de compétence
Le référentiel des compétences de la Société française de campanologie décrit 29 domaines ou disciplines pouvant être mobilisés pour étudier des cloches ou pour fabriquer et mettre en place une installation campanaire ou encore pour mener à bien un inventaire campanaire. Il s’agit bien d’un univers pluridisciplinaire qui va au-delà d’une simple curiosité liée à la beauté de l’objet ou de sa musicalité. Nombreux sont les campanophiles amateurs, moins nombreux sont les campanologues du fait de l’absence de formation académique ; mais les campanologues peuvent être diplômés en archéologie ou en histoire de l'art,... En 1990, une formation complémentaire existait à Châlons-en-Champagne, sous l'égide de l'École nationale du patrimoine. En France, le Ministère de la Culture reconnaît actuellement deux Techniciens-Conseils comme experts campanaires habilités à œuvrer sur les cloches d’intérêt historique ou sur les ensembles campanaires appartenant à l’État. Il existe aussi des experts au sein de certains diocèses et des chercheurs indépendants. Enfin, le secteur comprend plusieurs entreprises spécialisées soit dans la fabrication des cloches (fonderie de cloches), soit dans l’installation et l’électrification des sonneries de cloches, des horloges d’édifice et des paratonnerres. Et plus généralement dans l’ingénierie des clochers (campanistes).
Plusieurs associations regroupent ceux qui s’intéressent à l’étude des cloches, au patrimoine campanaire ou encore les musiciens carillonneurs.

## Patrimoine campanaire
On estime à 160 000 le nombre de cloches actuellement présentes en France dans les clochers civils et religieux. Toute cloche de clocher est une œuvre d'art visuelle et sonore même si certaines sont plus esthétiques ou plus anciennes que d'autres ; en effet, le moule étant brisé à la suite de la coulée, il n'est pas possible de faire vraiment des cloches en série ; de plus, chaque cloche est personnalisée en fonction de son lieu de destination, de son usage, de ses inscriptions et décors. On estime qu'il existe encore près de 8 000 cloches antérieures à la Révolution ; seules 4 500 d'entre elles sont classées parmi les monuments historiques. Un inventaire des cloches en place est en cours mais le travail d'exploration des clochers et de description des cloches est long (près de 43 000 clochers ou clochetons à explorer pour la France).